# David White (Politiker)
David White (* 1785; † 19. Oktober 1834 im Franklin County, Kentucky) war ein US-amerikanischer Politiker. Zwischen 1823 und 1825 vertrat er den Bundesstaat Kentucky im US-Repräsentantenhaus.

## Werdegang
Über David White gibt es in den Quellen wenig verwertbare Informationen. Weder sein genaues Geburtsdatum noch sein Geburtsort sind überliefert. Nach der Grundschule studierte er Jura, woraufhin er in New Castle als Rechtsanwalt zu arbeiten begann. Politisch war er Mitglied der Demokratisch-Republikanischen Partei. In den 1820er Jahren schloss sich White der Bewegung um Präsident John Quincy Adams an.
Bei den Kongresswahlen des Jahres 1822 wurde White im sechsten Wahlbezirk von Kentucky in das US-Repräsentantenhaus in Washington, D.C. gewählt, wo er am 4. März 1823 die Nachfolge von Francis Johnson antrat. Bis zum 3. März 1825 konnte er eine Legislaturperiode im Kongress absolvieren. Über Whites Leben nach seiner Zeit im US-Repräsentantenhaus ist nicht viel bekannt. Er starb am 19. Oktober 1834 im Franklin County.